# 保罗·瑟蒙德
保罗·雷诺兹·瑟蒙德（英語：Paul Reynolds Thurmond，1976年1月9日—）为美国南卡罗来纳州共和党籍政治人物，曾担任南卡罗来纳州参议院议员。他是斯特罗姆·瑟蒙德最小的儿子，其父曾担任联邦参议员长达48年之久。

## 早年生活

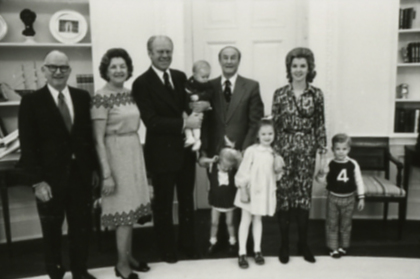
1976年瑟蒙德一家与杰拉尔德·福特总统

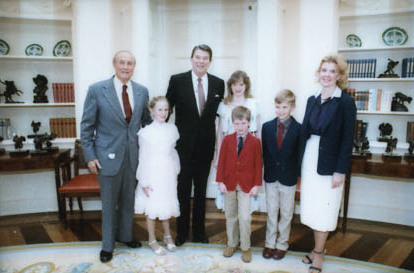
1983年瑟蒙德一家与罗纳德·里根总统

保罗·瑟蒙德生于1976年1月9日，是南希和斯特罗姆·瑟蒙德的第四个孩子。在他出生时，其父已73岁高龄。1976年2月，斯特罗姆·瑟蒙德在南卡罗来纳军事学院为保罗注册了1993年入学资格。瑟蒙德先后就读于艾肯高中和范德堡大学，并在大学期间获得了网球运动的奖学金。随后瑟蒙德就读于南卡罗来纳大学法学院，并在那里获得了法律博士学位。

## 职业生涯
瑟蒙德曾在第九巡回律师事务所担任事务律师，后于2005年离职开设了自己的瑟蒙德、柯克纳、廷贝斯和耶尔弗顿律师事务所，后更名为瑟蒙德、柯克纳和廷贝斯法律公司。他于2006年当选查尔斯顿县议会议员。虽然他曾宣布自己将会在2009年退出政界并不再追求连任，但他随后决定在2010年参选南卡羅萊納州第一國會選區席位，以接替即将退休的亨利·布朗。瑟蒙德在共和党初选第一轮中位列第二，后在第二轮初选中被蒂姆·斯科特击败。
瑟蒙德于2012年参选南卡罗来纳州参议院第41选区议员，该席位原本属于格伦·F·麦康奈尔，不过后来因其就任南卡罗来纳州副州长而开缺。瑟蒙德先是在7月份的初选中击败了于特别选举中当选的沃尔特·亨德利，随后在11月6日的决选中击败了民主党籍的查尔斯顿市议员保罗·丁克勒。
发生于2015年的查尔斯顿枪击案导致了包括瑟蒙德同僚克莱门塔·平克尼在内的9人丧生，事后瑟蒙德于同年7月呼吁将联盟国国旗从州议会大厦移除。
瑟蒙德于2016年决定不再寻求连任。美国保守派联盟给予了他88%的评级，而增长俱乐部给予了他90%的评级。

## 个人生活
瑟蒙德的妻子名曰凯蒂，这对夫妇共育有三子两女。除此之外，埃茜·梅·华盛顿-威廉斯为瑟蒙德同父异母的姐姐，比他年长50岁。